# Paul Watson
Paul Watson (Toronto, 2 de diciembre de 1950) es un ambientalista, defensor de los derechos de los animales, escritor y autor canadiense.
Es el fundador de Sea Shepherd Conservation Society, una organización no gubernamental, protectora de focas, delfines, ballenas, tiburones, tortugas y demás animales marinos. Ha liderado diferentes campañas de su organización y fungió como capitán de varios buques entre ellos el MV Steve Irwin.

## Primeros años y vida personal
Watson nació en Toronto, Ontario, Canadá, hijo de Anthony Joseph Watson y Annamarie Larsen y creció en St. Andrews, Nuevo Brunswick. Tiempo más tarde trabajó como guía turístico en la denominada Expo 67, una feria mundial que tuvo lugar en Montreal en 1967.
En 1968 y principio de 1970, se unió a la Guarda Costa Canadiense donde sirvió a bordo de los barcos de búsqueda y rescate.
Watson actualmente solo tiene una hija, Lilliolani Paula Lum, nacida en 1980 con su primera esposa Starlet Lum. Algunos años más tarde se vuelve a casar, con su segunda esposa Lisa DiStefano, una exmodelo Playboy, sin embargo tampoco logra el éxito matrimonial, casándose una tercera vez con Allison Lance.

## Activismo
En octubre de 1969, Watson se une a Sierra Club grupo que protesta en contra de las pruebas nucleares en la Isla Amchitka. El grupo formado en dicha protesta tuvo como resultado la Don't Make a Wave Committee, que actualmente es conocida como Greenpeace. Watson viajó como miembro de la tripulación a bordo del barco de GreenpeaceToo! en 1971 y fue capitán de la embarcación de Greenpeace Astral en 1972. Paul Watson continuó como miembro de la tripulación y director de Greenpeace a bordo de varios viajes en toda la década de 1970.En 1975 Watson sirvió como Primer Oficial bajo el mando del Capitán John Cormack en el viaje para enfrentarse contra la flota ballenera soviética. En junio de 1975, Robert Hunter y Watson fueron las primeras personas en arriesgar sus vidas para proteger a las ballenas, cuando Watson situó su embarcación rápida Zodiac entre el buque arponero soviético y una manada de cachalotes. Durante la confrontación con el ballenero ruso, un cachalote arponeado y moribundo se dejó caer por encima de la pequeña embarcación de Watson. Según Watson reconoció un parpadeo de comprensión en la mirada de la ballena moribunda, sintió que la ballena sabía lo que estaban intentando hacer. Watson observó como la ballena giraba con fuerza su cuerpo evitando caer sobre su embarcación, deslizándose por debajo de las olas y muriendo. Unos pocos segundos de mirar en el ojo de la agonizante ballena cambiaron su vida para siempre. Prometió convertirse en un defensor de las ballenas y de todas las criaturas del mar para toda la vida.
Actualmente hay una orden de captura presentada por la Interpol por amenazar la vida de unos pescadores costarricenses mientras protestaba activamente contra la caza y el asesinato de los delfines que se hallan en esas costas, sin embargo no se encontraron pruebas de dicha caza, la denuncia contra él se encuentra respaldada por un video grabado por su misma tripulación, Japón pidió su extradición sin embargo Watson se encuentra en fuga [cita requerida]

### Sociedad de conservación Pastores del Mar
Artículo principal: Sociedad de conservación Pastores del Mar
La primera embarcación de la sociedad Sea Shepherd, fue el barco del mismo nombre, adquirido en diciembre de 1978 con la asistencia del Fondo para los Animales. Sea Shepherd pronto se estableció como uno de los más controvertidos grupos de ambientalismo, conocido por sus provocativas tácticas. Estas tácticas han incluido el lanzamiento de objetos en las cubiertas de los barcos balleneros, como el uso de "prop foulers" (ácido butírico) en un intento de sabotaje de los barcos; el abordaje de buques balleneros y el sabotear dos barcos en Islandia. Watson sigue siendo el líder del Sea Shepherd hoy y utiliza el título de "Capitán", en referencia a su papel en la organización, aunque nunca ha sido licenciado como capitán de un barco. La organización y sus actividades para detener la caza de ballenas son el foco de una serie de televisión, Defensores de Ballenas que salió al aire en Animal Planet y actualmente se emite en Discovery Channel.

### Otras actividades ambientalistas
Watson fue corresponsal de campo para el Defensores de la Vida Silvestre desde 1976 hasta 1980 y un representante de campo para el Fondo para los Animales de 1978 a 1981. Watson también fue cofundador de Amigos del Lobo y Earthforce Environmental Society.
En abril de 2003, Watson fue elegido miembro de la junta de directores de la Sierra Club para un período de tres años y en 2006, él no buscó la reelección, renunció a la Junta un mes antes de que terminara su mandato.
Watson considera que "ninguna comunidad humana debe ser mayor que 20.000 personas," las poblaciones humanas deben reducirse radicalmente a "menos de mil millones", y sólo aquellos que son "completamente dedicado a la responsabilidad" de cuidado de la biosfera deben tener hijos , que es un "porcentaje muy pequeño de los seres humanos." Él se compara a la humanidad a un virus, la biosfera necesita para que pueda curarse con un enfoque de "radical e invasoras", como el cáncer.
En enero de 2008 Paul Watson fue nombrado por el The Guardian como una de las "50 personas que podrían salvar el planeta" por la labor de la Sociedad de conservación Pastores del Mar.

### Tácticas y estrategias
Watson publicó Earthforce!, una guía de estrategia para los activistas del medio ambiente, en 1993. En él, hizo suyas las tácticas de "sabotaje" que se han descrito anteriormente por Dave Foreman y Edward Abbey.
"Las tácticas de campo: Para los activistas del medio ambiente, estas tácticas son conocidas como" mono-desgarradora. Estas son las tácticas de sabotaje, actividad clandestina, y la acción directa. El manual se recomienda para el estudio de las tácticas de campo en el movimiento ambiental por Dave Foreman".
Watson dice que incorporó su propia experiencia personal en escribir el libro.

### Relación con los medios
En Earthforce! Guía de Un guerrero de la Tierra a la estrategia, Watson también expresa su desdén por la verdad en la consecución de los objetivos de protección del medio ambiente:
"La naturaleza de los medios de comunicación hoy en día es tal que la verdad es irrelevante. Lo que es cierto y lo que es correcto para el público en general es lo que se define como verdadera y justa por los medios de comunicación de masas. Ronald Reagan entendía que los hechos no son relevantes. Los medios informaron de lo que decía como un hecho. Seguimiento de la investigación era "noticia vieja". Un comentario titular en el periódico del lunes mucho más importante que la revelación de la inexactitud revelado en una pequeña caja en el interior del documento el martes o el miércoles." Es un excelente estratega marino.-

### Controversias
Watson fue detenido en 1993 en Canadá de cargos derivados de acciones en contra de Cuba. En 1997, Watson y su entonces novia Lisa Distefano fue condenado en rebeldía por un tribunal de Lofoten, Noruega por cargos de intento de hundir a la pequeña escala de buques de pesca de Noruega y la caza de ballenas Nybrænna, el 26 de diciembre de 1992 y sentenciado a 120 días en la cárcel.
Actualmente no ha habido éxito en los intentos de enjuiciar a Watson por sus actividades con Sea Shepherd desde el juicio en Terranova. Watson defiende sus acciones como pertenecientes a un derecho internacional, en particular el derecho de Sea Shepherd para hacer cumplir reglamentos legales en contra de los balleneros y cazadores de focas.
Watson también tuvo que abandonar Islandia entregándose a la policía, después de desactivar dos barcos en el puerto. Es por este incidente que Kristjan Loftsson de la empresa más grande de Islandia, lo nombró como persona non grata en ese país.
En abril de 2008, Watson afirmó que, a pesar de la muerte de tres hombres de Canadá en contra de la caza de focas en un accidente marítimo con un buque de la Guardia Costera canadiense y un barco de pesca, fueron una tragedia, consideró que la masacre de cientos de miles de focas es una tragedia aún mayor. Watson respondió que el Sr. Hearn estaba tratando de distraer la atención de la incompetencia de su gobierno, mientras que sus ambiciones políticas siguen apoyando y subvencionando a una industria que no tiene lugar en el siglo 21.
En octubre de 2009 Watson, que tiene un pasaporte de EE. UU., se quejó ante los medios de comunicación acerca de que su solicitud para una visa de Australia fuera negada. Afirma que el gobierno australiano está tratando de sabotear el próximo Sea Shepherd para negarle la entrada en el país.
El 21 de julio de 2024 fue arrestado en Groenlandia por las autoridades danesas debido a la notificación roja emitida por Japón en su contra en 2012. Su arresto fue anunciado por Sea Shepherd. La organización critica esta decisión, alegando que "después de haber estado publicado en Internet durante años, el aviso desapareció recientemente del sitio web de Interpol, lo que llevó a Paul Watson y a sus abogados a creer que ya estaba libre de sus movimientos".
Luego de meses en detención provisoria, en espera de una decisión del juez sobre su extradición a Japón, Watson fue liberado el 17 de diciembre.

### Eliminación de la juntaGreenpeace
Paul Watson continuó como un capitán miembro de la tripulación, y director de Greenpeace a bordo de varios viajes en toda la década de 1970.
En 1977, Watson fue expulsado de la junta de directores de Greenpeace por una votación de 11 a 1 por lo que Watson posteriormente abandonó el grupo y ese mismo año, fundó su propio grupo, el Sea Shepherd Conservation Society.
Durante una entrevista en 1978 con CBC Radio, Watson se pronunció en contra de Greenpeace (así como otras organizaciones) a las que Watson acusó de hacer campaña contra la caza de focas en Canadá, porque es una manera fácil de recaudar dinero y es un fabricante de beneficio para las organizaciones.

## Obras
- Sea Shepherd: Mi Lucha por ballenas y focas(1981)
- Earthforce! Guía de Un guerrero de la Tierra a la estrategia(1993)
- Ocean Warrior: Mi batalla para acabar con la Masacre ilegal en alta mar(1994)
- Sello Wars: Veinticinco años en las líneas del frente, con los sellos Harp(2002)
- Colaborador de' 'terroristas o combatientes por la libertad?: Reflexiones sobre las liberaciones de los Animales(2004)